# 谷内健
谷内 健（やない けん、11月11日 - ）は、日本の男性声優。新潟県出身。アミュレート所属。以前は81プロデュース、オフィス野沢、メディアフォース、ディーカラーに所属していた。
2024年8月1日、ディーカラーとアミュレートとの事業統合によりアミュレートへ移籍。

## 出演

### テレビアニメ
2000年
- グラビテーション

2005年
- SHUFFLE!（男子生徒）
- D.C.S.S. 〜ダ・カーポ セカンドシーズン〜（梅坂、男子生徒、男、生徒）

2006年
- ケロロ軍曹（肉屋店主）

2010年
- けいおん!!（校長）
- 極上!!めちゃモテ委員長 セカンドコレクション（執事）

2014年
- 魔法科高校の劣等生（生徒、ダグラス・ウォン、音羽）

2016年
- DRIFTERS（十月機関 機関員）

2021年
- 魔法科高校の優等生（ダグラス＝黄）

2023年
- Helck（選手）

### 劇場アニメ
- ああっ女神さまっ（2000年）

### Webアニメ
- 監獄実験 -プリズンラボ-（2018年、戸宮清[1]）

### ゲーム
1991年
- プリンセスメーカー

1993年
- プリンセスメーカー2

2004年
- 思瞬譜（神付真一郎）

2005年
- モンスターファーム5 サーカスキャラバン（ライガー）

2007年
- ネットワーク対戦クイズ Answer×Answer
- ゼロの使い魔 夢魔が紡ぐ夜風の幻想曲
- 幕末恋華花 柳剣士伝（野村利三郎）

### ドラマCD
- 足洗邸の住人たち。（2011年、メフィスト・ヘレス）

### 吹き替え

#### 映画
- 愛と哀しみの旅路 ※Disney+版
- アウトポスト（ロバート・イエスカス大尉〈マイロ・ギブソン〉[2]）
- 悪魔のビンゴカード
- エクソシスト3 ※Netflix版
- エニシング・イズ・ポッシブル
- ゴーギャン タヒチ、楽園への旅（シェフネッケル）
- ザ・スクワッド（ベッケル〈ティエリー・ヌーヴィック〉）
- サスペクト 哀しき容疑者（リ・グァンジョ〈キム・ソンギュン〉）
- 裸足の1500マイル
- ハンターキラー 潜航せよ（ホール〈マイケル・トルッコ〉）
- ボストン ストロング 〜ダメな僕だから英雄になれた〜（ビッグ・ジェフ〈クランシー・ブラウン〉）
- レニングラード 900日の大包囲戦（フォン・レープ〈アーミン・ミューラー＝スタール〉）
- トリプルX:再起動
- ホース・ソルジャー（バーン・マイケルズ〈サッド・ラッキンビル〉）
- アメリカン・アサシン（アシャーニ）
- 男と女（ジェソク）
- ビリオネア・ボーイズ・クラブ（スコット）
- アトラクション制圧
- レボリューション（コンラッド）
- Courageous（ウィリアム）
- The hitmans Bodyguard（シーファート）
- イップ・マン 継承
- パシフィック・ウォー
- Norman（ボブ）
- さまよう刃
- ラスト・デイズ
- SOUL Man（デュエイン）
- プンサンケ
- フーリガン2
- The Ivory Game
- クラークス
- エクストラクション（パーヴィス）
- Head Shot（アント）
- Fun Mom Dinner（ルーク）
- NERVE/ナーヴ 世界で一番危険なゲーム（ナーヴの声）
- アシュラ
- ブレイク・ビーターズ
- ランボー ラスト・ブラッド
- オール・アイズ・オン・ミー（シュグ・ナイト）
- First Man（ポール・ヘイニー）
- 原潜ヴィジル
- シチリアを征服したクマ王国の物語（トロル[3]）
- ライダーズ・オブ・ジャスティス（カート・“タンデム”・オーレセン〈ローランド・ムーラー〉[4]）
- ナポレオン（ルイ＝ニコラ・ダヴー〈ユセフ・カーコア〉）

#### ドラマ
- エレメンタリー7 ホームズ&ワトソン in NY ザ・ファイナル
- 私の国（ナム・ジョン）
- 仰天!夢のツリーハウス
- 黄金の私の人生（チェ・ジェソン）
- グレース&フランキーS5
- ドッグス
- パニッシャーS2
- コミンスキー・メソッド
- サバイバー: 宿命の大統領（マーズ・ハーパー〈アンソニー・エドワーズ〉）
- ザ・ファイナル・テーブル（ダレン）
- One day at a time S3（マテオ）
- When call the heart（カーソン）
- KingDom（アン・ヒョン）
- Life S1 S2
- HUNTED（スティーブン・ターナー）
- バフィー
- GOTHAM S2（ザードン）
- プロジェクトランウェイ12（アレキサンダー・ポープ）
- ナイト・エージェント(コリン・ワーリー　<アンドレ・アンソニー>)
- ナイト・シフトS3（パーク）
- スクリーム・クィーン（ミッチ）
- アメリカン・ホラー・ストーリーS6
- American Gods
- グッド・ドクター 名医の条件
- デアデビルS3（フェリックス・マニング）
- The handmaids tale S2
- アンビリーバブル
- マニフェスト（デイリー機長）
- エレメンタリーS7
- アウトランダーS5（ライオネル・ブラウン）
- 刑事モース オックスフォード事件簿
- ホークアイ（ウェーター3、男性ファン、男性指導員、ウェイター、リヴェラ刑事）

#### アニメ
- おさるのジョージ
- パウ・パトロール（フランソワ・タルボット）
- 弱虫スクービーの大冒険

### ボイスオーバー
- 怪しい伝説
- メガ・エアポート
- NASA超常ファイルS2
- モーガン・フリーマンが語る宇宙
- オーストラリア鉄道24時

### ナレーション
- ローソン店内ナレーション
- タカラトミー　スターウォーズ　エレクトリック ライトセイバー　TVCM
- NIVEA MEN　アクティブエイジバームTVCM
- ゴーバスターズチョコ　TVCM
- 聞くだけで記憶力が上がるCD ブック
- 花王バブWebCM
- 山岡家R-CM
- トヨタホーム愛知　WebCM